# Lopezia
Lopezia é um género botânico pertencente à família Onagraceae.
1. ↑  «Lopezia — World Flora Online». www.worldfloraonline.org. Consultado em 19 de agosto de 2020